# Вінтов Роман Васильович
Роман Васильович Вінтов (нар. 1 липня 1978, Херсон, УРСР) — російський та український футболіст, захисник та півзахисник.

## Життєпис
Вихованець херсонської ДЮСШ. Футбольну кар'єру розпочав у місцевій «Таврії», у складі якої дебютував 23 травня 1994 року в програному (1:3) домашньому поєдинку 36-о туру Другої ліги проти армянського «Титана». Роман вийшов на поле на 78-й хвилині, замінивши Сергія Яркова. У футболці херсонського колективу провів 6 матчів у Другій лізі чемпіонату України. Першу частину сезону 1994/95 років провів у складі «Харчовика» (Білозерка), який виступав в аматорському чемпіонаті України (4 поєдинки).
У 1996 році виїхав до Росії, де підписав контракт з «Лучем». У складі тульських команд виступав до 1998 років (захищав кольори в тому числі й «Арсеналу» та «Арсеналу-2»). У 1999 році перебрався в «Сатурн», але виступав виключно за другу команду клубу в Другій лізі Росії. У 2000 році захищав кольори аматорського на той час клубу «Витязь» (Подольськ). Наступний сезон провів у тульському «Арсеналі». У 2002 році повернувся до «Витязя», кольори якого захищав до 2008 року. У 2003 році виступав в оренді в таджицькому «Регар-ТадАЗі». З 2009 по 2014 рік грав за «Авангард» (Подольськ), «Петротрест» (Санкт-Петербург), «Калугу» та «Долгопрудний». Футбольну кар'єру завершив 2015 року в складі домодедовського «Металіста» з чемпіонату Московської області.
Протягом більшої частини російського етапу кар'єри грав у Другій лізі Росії, у Першій лізі провів два сезони (по одному в складі тульського «Арсеналу» та подольського «Витязя»).

## Особисте життя
Молодший брат, Максим Вінтов, також професіональний футболіст.